# De Bels
De Bels is een voormalige buurtschap in de gemeente De Friese Meren, in de Nederlandse provincie Friesland. De Bels lag ten zuidwesten van Balk en Harich, aan de huidige Harichsterdyk ter hoogte van de buurtschap Vrisburen. 
De buurtschap is ontstaan nadat er in de 19e eeuw, waarschijnlijk in 1874, een herberg met een bakkerij werd gebouwd. De herberg kreeg later de naam de Bels. Door de komst van de herberg ontstond een buurtje. Mogelijk is de plaatsnaam te herleiden naar Belgische vluchtelingen in de Eerste Wereldoorlog. De herberg is later functioneel een café en een bakkerij geworden.
Hoofdplaats: Joure     Stad: Sloten

Dorpen en gehuchten: Akmarijp · Bakhuizen · Balk · Bantega · Boornzwaag · Broek · Delfstrahuizen · Dijken · Doniaga · Echten · Echtenerbrug · Eesterga · Elahuizen · Follega · Goingarijp · Harich · Haskerhorne · Idskenhuizen · Kolderwolde · Langweer · Legemeer · Lemmer · Mirns · Nijehaske · Nijemirdum · Oldeouwer · Oosterzee · Oudega · Oudehaske · Oudemirdum · Ouwster-Nijega · Ouwsterhaule · Rijs · Rohel · Rotstergaast · Rotsterhaule · Rottum · Ruigahuizen · Scharsterbrug · Sint Nicolaasga · Sintjohannesga · Snikzwaag · Sondel · Terhorne · Terkaple · Teroele · Tjerkgaast · Vegelinsoord · Wijckel

Buurtschappen: Ballingbuur · Bargebek · Boornzwaag over de Wielen · Brekkenpolder · Commissiepolle · De Rijlst · Delburen · Finkeburen · Heide · Hooibergen · Nieuw Amerika · Onland · Schoterzijl (deels) · Schouw · Spannenburg · Tacozijl · Trophorne · Tweehuis · Vierhuis · Vrisburen · Westerend-Harich · Zevenbuurt

Friesland: Steden en dorpen      Nederland: Provincies · Gemeenten